# Gil Turner
Gil Turner (Milwaukee, 11 settembre 1913 – Los Angeles, 19 marzo 1977) è stato un animatore, fumettista e regista statunitense. Ha lavorato, tra l'altro, per la Warner Bros. e la Disney.

## Gli inizi da animatore
Turner entrò nel mondo dell'animazione nel 1936, a Detroit, per lo studio di Jamison Handy, che in quel periodo sta producendo corti pubblicitari per la Chevrolet. Trasferitosi in California, inizia a lavorare per la Warner Bros., il cui capo animatore era, a quel tempo, Leon Schlesinger: il suo primo lavoro accreditato esce negli Stati Uniti il 17 dicembre del 1938, Porky the Gob. Alla Warner, Turner resta fino al 1943, lavorando su personaggi come Bugs Bunny, Taddeo, Porky Pig, soprattutto sotto la direzione di Friz Freleng. Quindi, grazie all'offerta del collega Jim Davis, passa al mondo del fumetto, realizzando storie su animali buffi per un gruppo editoriale di New York che fa capo alla Creston e alla Standard. Fino al 1947 Turner realizza storie brevi con protagonisti Ringo, Wallace Wolf e Papa Bear, Homer Hound. Nel frattempo collabora con lo stesso Davis e il suo piccolo studio, il Carry-Weston, nella realizzazione di un film animato per il Ministero della Difesa, The Inside Story of Seaman Joe. Quindi nel 1946 passa alla MGM e, sotto la direzione di Tex Avery, contribuisce alla creazione di numerosi corti del geniale artista, soprattutto a quelli con protagonista Barney Bear.

## Alla Western
Dopo aver realizzato alcune storie per la Dearfield, all'inizio del 1947 inizia a lavorare sui fumetti della Western Publishing, producendo ogni mese le tavole per la serie di Pappalardo e Ciuffino su Our Gang, ereditandola dal grande Carl Barks, e quella dedicata a Lupetto, il figlio degenere si Ezechiele Lupo, su Walt Disney's Comics and Stories.
Sarà proprio quest'ultima serie cui legherà il suo nome Turner per i dieci anni successivi, arrivando anche a scrivere, di tanto in tanto, anche le sceneggiature, delle quali si occupa principalmente Del Connell. Nella serie, oltre ai classici abitanti del bosco (I tre porcellini, Compare Orso, Signora Volpe, ...), fanno sporadiche apparizioni anche altri personaggi come Dumbo, Gambadilegno, Pinocchio, Bongo, del quale disegnerà alcune avventure nel 1947, e anche Topolino (che disegnerà anche nel 1947-48) e Paperino.
Oltre ai personaggi Disney disegnerà anche quelli prodotti dalla Warner Bros. Su tutti Porky Pig (tra il 1947 e il 1950) e Little Pancho Vanilla, piccolo messicano figlio di un maldestro torero e protagonista di un omonimo cortometraggio del 1938.
Le avventure di Pancho compaiono sul mensile Looney Tunes dall'agosto 1952 all'agosto 1954 e quindi su altre testate, e si avvalgono del tratto scorrevole e delicato di Turner fino al 1956. Intanto Turner disegna anche la striscia a fumetti Chico per i quotidiani, cui era approdato già nel 1948.

## Ancora nell'animazione
Dopo un breve periodo dedicato esclusivamente al fumetto (1949-52), Turner torna, per lo studio di Walter Lantz, ad occuparsi di animazione: prima lavora a numerosi corti dedicati a Picchiarello, quindi contribuisce all'esordio del pinguino Chilly Willy.
Nel 1955 lascia Lantz per passare alla UPA dove, fino al 1957, lavora nello staff che si occupa del miopissimo Mr. Magoo, i cui cartoni sono diretti da Pete Burness: sarà proprio per dirigere i film animati di questo simpatico personaggio che Turner lascerà definitivamente il mondo dei fumetti.
Nel 1959, dopo aver diretto La principessa e lo stregone, parodia delle Mille e una notte con Magoo protagonista, Turner lascia la UPA per proseguire la sua attività di regista per alcune serie animate prodotte da William Hanna e Joseph Barbera. Nei primi anni sessanta, infine, partecipa alla realizzazione di The Man From Button Willow, distribuito nel 1964, film animato della Eagle Films.
Turner morì nel novembre 1977, all'età di 67 anni.